# 玉西三角線
玉西三角線（オクソサムガクせん 韓国語:옥서삼각선）は、大韓民国忠清南道保寧市の玉馬駅から玉西駅までを結んでいた韓国鉄道公社の鉄道路線（貨物線）である。1992年5月2日に廃止された。

## 路線データ
- 路線距離:不明
- 軌間:1,435mm（標準軌）
- 駅数:2駅
- 地上区間:全線

## 歴史
- 1983年12月10日 - 開通。
- 1992年5月2日 - 廃止。

## 駅一覧
- 駅所在地は全線忠清南道保寧市内。

| 駅名   | 駅名     | 駅名  | 駅間キロ (km) | 累計キロ (km) | 駅 等級 | 駅種別 | 接続路線             |
| 日本語 | ハングル | 英語  | 駅間キロ (km) | 累計キロ (km) | 駅 等級 | 駅種別 | 接続路線             |
| ------ | -------- | ----- | ------------- | ------------- | ------- | ------ | -------------------- |
| 玉馬駅 | 옥마역   | Ongma | 0.0           | 0.0           |         |        | 韓国鉄道公社：藍浦線 |
| 玉西駅 | 옥서역   | Okseo |               |               |         |        | 韓国鉄道公社：長項線 |